# Morningwood
Morningwood foi uma banda de rock alternativo de Nova Iorque formada em 2001.  Era formada principalmente por Pedro Yanowitz e Chantal Claret..  Morningwood assinou contrato com a Capitol Records e lançou dois álbuns. Claret seguiu carreira solo em 2012 e encerrou a banda.

## Integrantes
- Chantal Claret - vocal
- Alfredo Ortiz - bateria
- Peter "Pedro" Yanowitz (ex-the Wallflowers) - baixo
- Richard Steel (ex-Spacehog) - guitarra

## Integrantes em turnê
- Will Tendy - guitarra
- Jonathan Schmidt - bateria
- Jeremy Asbrock - guitarra

## Discografia
- Morningwood (2006)
- Diamonds and Studs (2009)